# Storia dei Ming
La Storia dei Ming (zh 明史T, 明史S, Míng ShǐP) è una delle opere storiche cinesi ufficiali conosciute come Ventiquattro Storie (zh. 二十四史S, Èrshísì ShǐP). Si compone di 332 volumi e copre la storia della dinastia Ming dal 1368 al 1644. È stata scritta da vari funzionari incaricati dalla corte della dinastia Qing, con Zhang Tingyu come caporedattore. La compilazione iniziò sotto il regno dell'imperatore cinese Shunzhi e fu completata nel 1739 sotto l'imperatore Qianlong, sebbene la maggior parte dei volumi furono scritti nel regno dell'imperatore Kangxi.
Il sinologo Endymion Wilkinson definisce il Mingshi la seconda più lunga delle Ventiquattro storie, dopo il Libro dei Song (zh. 宋書T, 宋书S, Sòng ShūP), e aggiunge trattarsi dell'opera «generalmente considerata una delle migliori Storie e una delle più facili da leggere.»

## Contesto
Dopo che la dinastia Qing ebbe esteso il suo dominio nella Pianura Centrale della Cina (Zhongyuan), nel secondo anno di regno dell'imperatore Shunzhi, al Censore Zhao Jiding (趙繼鼎T) fu chiesto di compilare una cronaca della precedente dinastia regnante, i Ming. Nel maggio di quell'anno, la corte Qing istituì un comitato, composto dal Gran Segretario Feng Quan, Li Jiantai, Fan Wencheng, Gang Lin e Qi Chongge come presidenti per gestire la compilazione di questa "Storia di Ming". I presidenti nominarono vice-presidenti e compilatori, oltre a sette Zhang Guan, dieci trascrittori di lingua manciù e trentasei trascrittori di lingua cinese per avviare i lavori.
I Qing hanno deliberatamente escluso riferimenti e informazioni che mostrassero gli Jurchen Manciù come sottomessi alla dinastia Ming, per nascondere la loro precedente relazione di sottomissione alla dinastia che avevano sconfitto e soppiantato al comando dell'Impero Celeste. Per questo motivo, il Ming Shilu (zh. 明實錄T, 明实录S, lett. "Veritieri Registri dei Ming"), redatto in epoca Ming, non fu utilizzato quale fonte di contenuti sulle relazioni tra la vecchia dinastia e gli Jurchen. Il Ming Shilu si componeva dei registri dei regni dei singoli imperatori Ming, ciascuno dei quali veniva compilato subito dopo la morte del rispettivo imperatore, sulla base dei registri giornalieri accumulati durante il regno.

## Compilazione

### Fase 1
La compilazione ufficiale della Storia dei Ming iniziò il 2 maggio nel secondo anno dell'imperatore Shunzhi, cioè nel tempo in cui i Qing affermarono il loro controllo sulla Pianura Centrale Cinese. Con l'ovvio scopo di compilare la Storia dei Ming, la dinastia Qing intendeva dichiararne il crollo, pur con una presenza Ming ancora forte nella capitale meridionale imperiale di Nanchino, c.d. "corte di Hongguang". Il 15 maggio, l'esercito Qing penetrò a Nanchino e il regime di Hongguang fu distrutto. Zhu Yujian, esule Ming, fondò una nuova corte chiamata "Longwu" a Fuzhou. Nel frattempo, Li Zicheng, il capo dell'esercito della rivolta contadina, si unì al governatore Ming He Tengjiao e combatté contro i Qing. In quest'instabile contesto politico, fu impossibile per i Qing concentrare le risorse necessarie alla compilazione della Storia dei Ming. La turbolenta situazione durò fino al XXII anno di regno dell'imperatore Kangxi, quando i Qing sottomisero tutti gli oppositori e riunificarono la Cina continentale e Taiwan.

### Fase 2
Dopo che la Rivolta dei Tre Feudatari si fu calmata, la corte Qing poté concentrare la manodopera necessaria alla compilazione formale della Storia dei Ming. Sono trascorsi trentacinque anni da quando la corte di Qing annunciò ufficialmente la compilazione della Storia dei Ming . Nel XVII anno dell'imperatore Kangxi, Qing iniziò a redigere studiosi eruditi da tutto il paese e la fase 2 della compilazione fece il suo passo. Nel IV anno dell'imperatore Qianlong (1739), la Storia di Ming fu completata compilando tutte le sue sezioni. Era la terza volta che la corte di Qing organizzava il personale per modificare il manoscritto della Storia di Ming e finalizzava la sua compilazione.

## Contenuto
La Storia di Ming segue una struttura simile alle precedenti Storie standard:
- Annali (本紀) - volumi 1–24
- Trattati (志) – volumi 25–99
- Tabelle (表) - volumi 100–112
- Biografie (列傳) - volumi 113–332

I volumi 320–328 coprono stati esteri (外國). In contrasto con le storie precedenti, molti termini usati esattamente o corrispondono strettamente ai nomi dei luoghi moderni, tra cui Corea (朝鮮) nel volume 320, Vietnam (Annam – 安南) nel volume 321, Giappone (日本) nel volume 322, l'isola di Luzon (呂宋) nelle attuali Filippine nel volume 323, Borneo (婆羅) nel volume 323, Java (爪哇) nel volume 324, Malacca (滿刺加) nel volume 325, Sumatra (蘇門答喇) nel volume 325, Johor (柔佛) nell'odierna Malesia nel volume 325,